# Vita Cola
Vita Cola es una marca de bebida de cola alemana, que se consumía inicialmente en la República Democrática Alemana. Nacida en 1954 y comercializada desde 1958, era uno de los sustitutos de la Coca Cola en la RDA. Este refresco se diferencia de otras marcas de cola en tener un toque a limón, y un sabor menos dulce que el de la competencia.
Actualmente está disponible en toda Alemania, con especial incidencia en el este del país. Vita Cola está considerada como uno de los símbolos de la Ostalgie, siendo una de las marcas más populares durante la RDA.

## Historia
El 14 de octubre de 1954 se patenta una bebida de cola presentada a las autoridades de la RDA como una "bebida de gas con sabor a frutas". Vita Cola mantenía, al igual que Coca-Cola, una "fórmula secreta", y su diferencia con la bebida de cola tradicional era que Vita-Cola añadía 50mg de Vitamina C, dando a la bebida un toque de sabor a limón.
La RDA dio permiso para comercializar la bebida en 1958. Al principio solo se embotellaba en pequeñas fábricas, aunque posteriormente creció y llegó a tener, en su momento más álgido, 200 plantas embotelladoras. Vita Cola fue, junto con Club Cola, la principal marca de refresco de cola en la República Democrática Alemana.
Cuando cayó el muro de Berlín, la gran mayoría de fábricas de Vita Cola cerraron y la bebida dejó de gozar del interés del público durante el periodo de reunificación, en favor de Coca-Cola y Pepsi, llegando incluso a dejar de comercializarse. Sin embargo, la demanda volvió a aflorar y la empresa de Turingia Thüringer Waldquell se hizo con los derechos, receta y nombre, volviendo a comercializar Vita Cola en 1994, esta vez para toda Alemania. Actualmente es la bebida de cola más consumida en Thuringia. Vita Cola patrocinó durante varios años al FC Hansa Rostock.